# Alexander von Humboldt
Friedrich Wilhelm Heinrich Alexander von Humboldt, född 14 september 1769 i Berlin, död 6 maj 1859 i Berlin, var en tysk friherre, geograf, naturforskare och upptäcktsresande. Han var yngre bror till Wilhelm von Humboldt.
Alexander von Humboldt var verksam inom de flesta vetenskapliga grenar, som var kända under 1700-talet. Han grundade även nya som klimatologi och oceanografi. Redan efter sina forskningsresor till Syd- och Mellanamerika (1799–1804) och till Centralasien (1829) fick han världsberömmelse. Utöver sin naturvetenskapliga verksamhet var von Humboldt även intresserad av litteratur. Han var god vän med poeterna Johann Wolfgang von Goethe och Friedrich Schiller.

## Biografi

### I unga år
Efter att i Frankfurt an der Oder studerat teknologi, i Göttingen naturvetenskap, särskilt botanik, och i Hamburg handelsvetenskap, begav sig Humboldt 1791 till Bergsakademien i Freiberg, där han undervisades av Abraham Gottlob Werner. Resultatet av en åtta månaders vistelse i Erzgebirge blev Flora subterranea fribergensis et aphorismi ex physiologia chemica plantarum (1793). År 1792 blev han assessor i bergsdepartementet och kort därefter överbergmästare i de frankiska furstendömena i Fichtelgebirge. Sedan han efter sin mor ärvt en betydande förmögenhet fick han möjlighet att uteslutande ägna sig åt naturvetenskaperna och tog 1797 avsked från sin befattning.

### Resan till Latinamerika

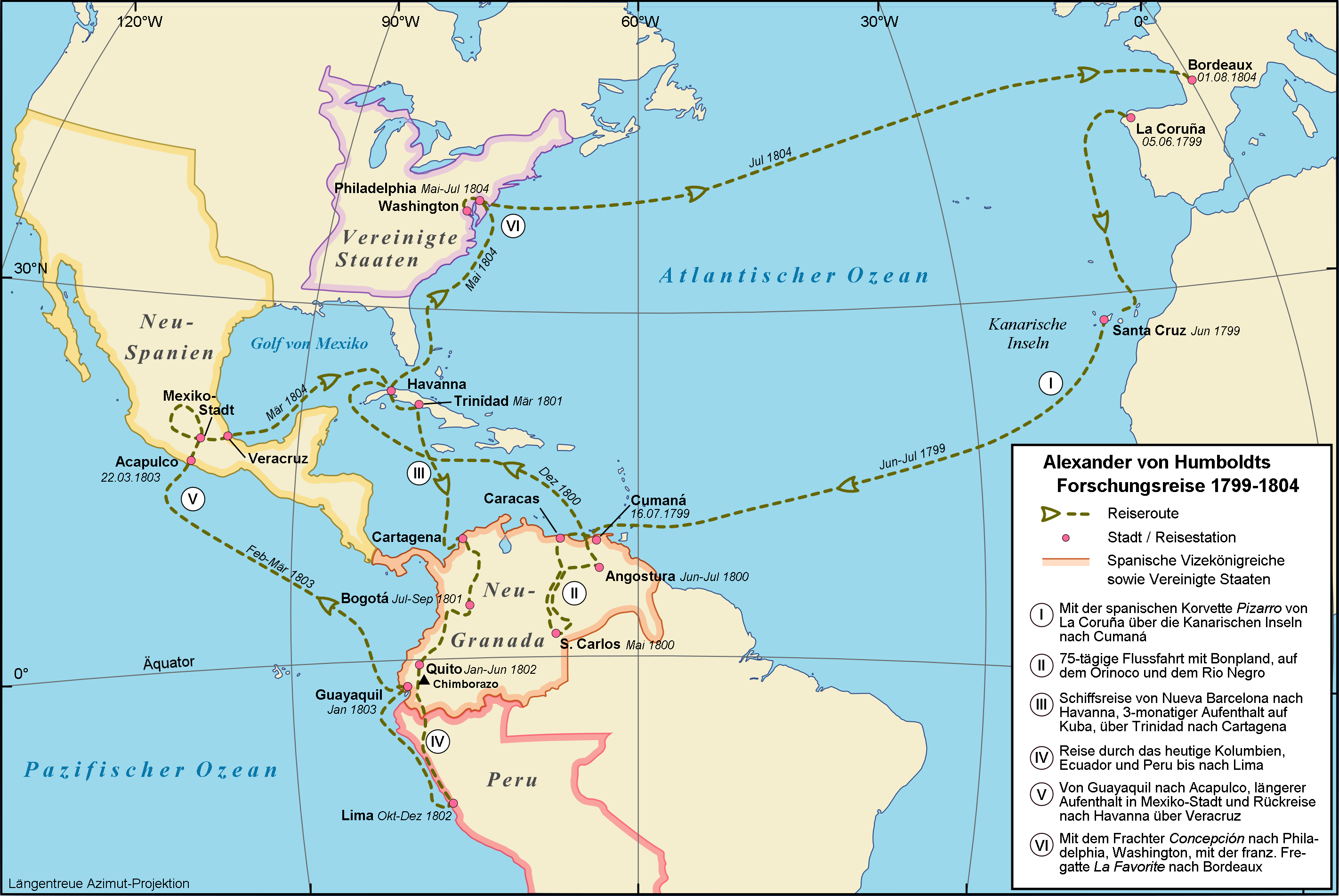
Resans sträckning

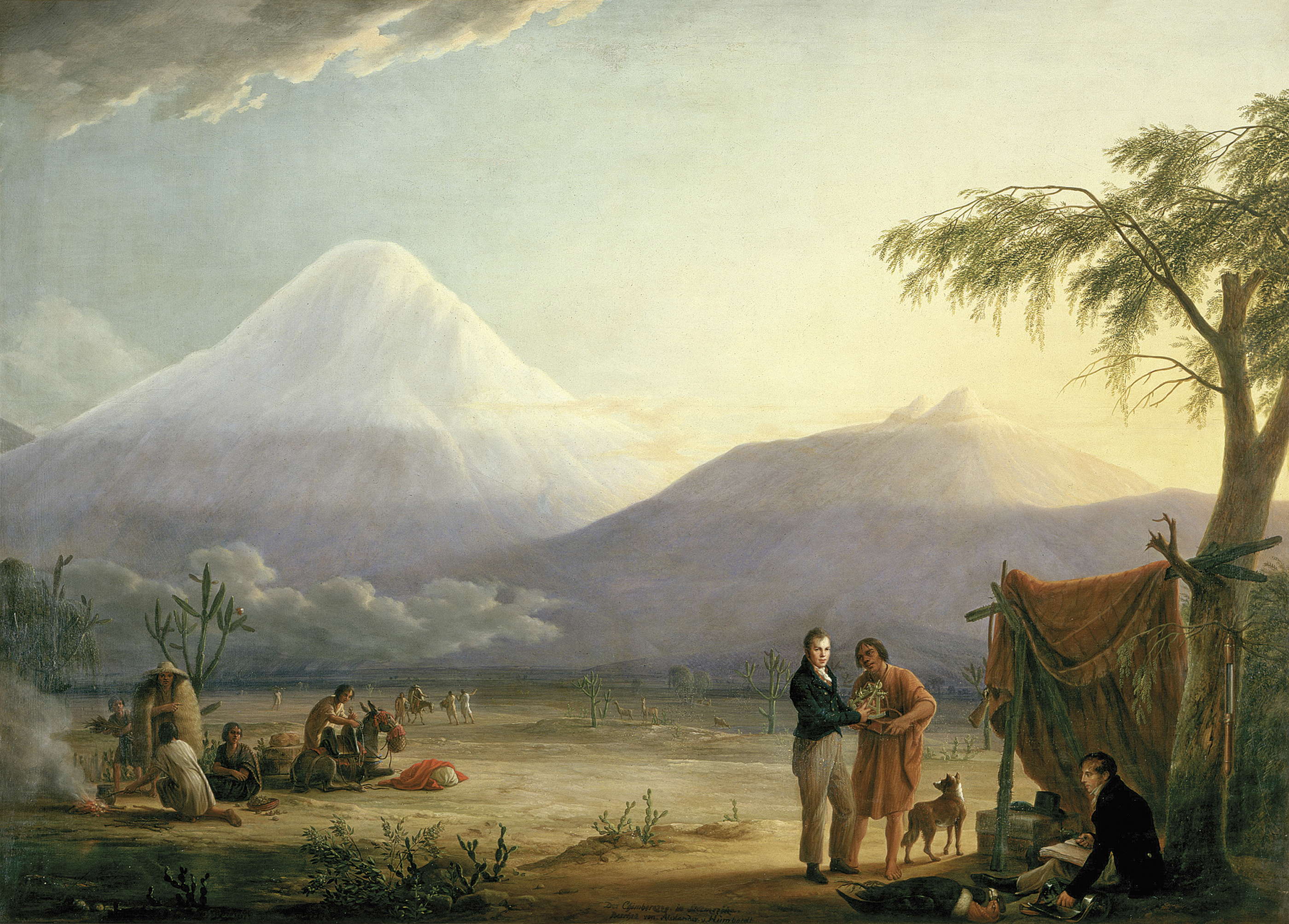
Humboldt och Bonpland vid foten av Chimborazo, tavla av Friedrich Georg Weitsch (1810).

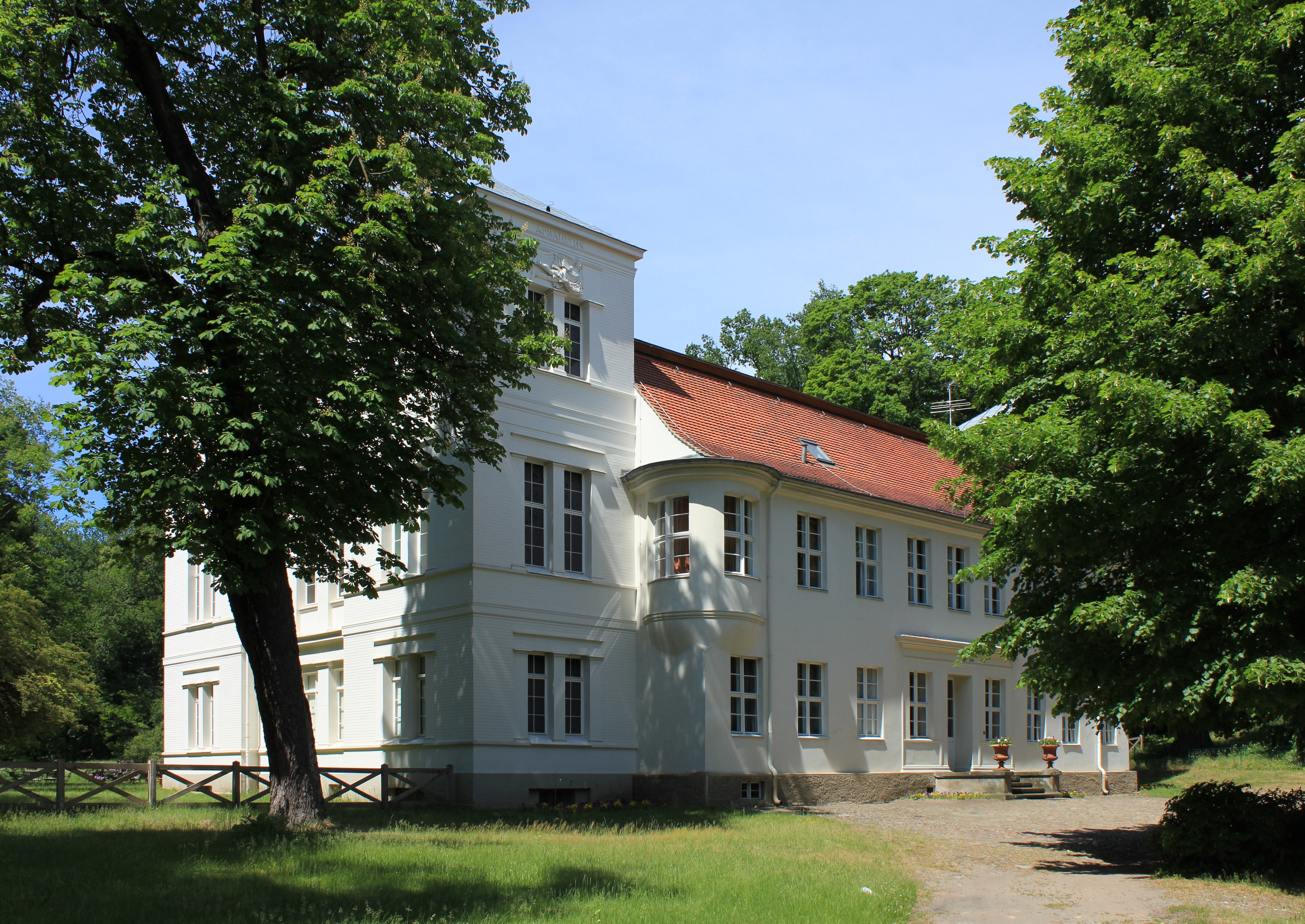
Schloss Tegel

Han begav sig till Paris, dåtidens ledande naturvetenskapliga miljö, där han träffade botanikern Aimé Bonpland. Med tillåtelse av spanska regeringen att fritt resa i spanska Amerika (en tillåtelse, som ingen förut fått) inledde de tillsammans resan från La Coruña 5 juni 1799 och landsteg i Cumaná, Venezuela, 16 juli samma år. I 18 månader studerade de Venezuela, fortsatte därefter från Puerto Caballo över Calabozos grässtäpper till Apurefloden samt färdades uppför Orinoco och Casiquiare till Amazonflodens tillflöde Rio Negro, varigenom Orinocos förbindelse med Amazonfloden bekräftades. I Cumaná, dit de återvänt utför Orinoco, inskeppade de sig 24 november 1800 till Kuba samt färdades i mars 1801 till Cartagena och uppför Magdalenafloden till Bogotás och Quitos högslätter, där de besteg Chimborazo 23 juni 1802 till den största dittills av människor nådda höjd (5 800 meter), dock ej själva toppen. Humboldt var den förste som vetenskapligt beskrev effekterna av syrebrist på hög höjd.
Därefter reste de i Peru, därefter i omkring ett år i Mexiko, gjorde ett kortare besök på Kuba samt återvände över Philadelphia till Europa, 3 augusti 1804. Med kortare avbrott för utflykter till Italien och politiska uppdrag var Humboldt ända till 1827 bosatt i Paris, sysselsatt med att ordna sina samlingar och manuskript. Hans resa till Amerikas tropiska länder bidrog i högsta grad till naturvetenskapen i allmänhet och i synnerhet till kännedomen om nämnda länder.
Humboldt gjorde på astronomisk väg mer än 700 ortbestämningar och 459 höjdmätningar, upptäckte 3 600 nya fanerogamer och grundlade en helt ny vetenskap, växtgeografin. Inom meteorologin införde han isotermerna och isobarerna; han lade grunden till den komparativa klimatologin och till kännedomen om vulkanerna och om Jordens inre byggnad. Studiet av peruanernas och mexikanernas fornlämningar och byggnadsverk ledde honom till forskning rörande dessa folks språk, kultur och vandringar. Statistiken och etnografin sattes av honom i samband med naturhistorien och fick därigenom en ny inriktning.
Humboldt invaldes 1810 som utländsk ledamot nummer 203 av Kungliga Vetenskapsakademien.

### Under senare år
År 1827 återvände han till Berlin, där han tjänstgjorde som kammarherre hos kung Fredrik Vilhelm III av Preussen och föreläste vid universitetet vintern 1827–28 över den fysiska geografin. Han var då utblottad av sina resor och det omfattande bokprojektet. Men redan 1829 företog han, på uppdrag av kejsar Nikolaj I, tillsammans med Christian Gottfried Ehrenberg och Gustav Rose, en expedition till Ural och Altaj, kinesiska Dzungariet och Kaspiska havet. Efter 1830 fick hans verksamhet en alltmer politisk inriktning och hans vistelse i Berlin blev ofta avbruten genom beskickningar till Paris och resor med kungen. Under denna inrättade han även, tillsammans med Carl Friedrich Gauss, en rad magnetiska observationsstationer, föregångare till senare tiders meteorologiska observatorier.
Humboldt visade även stort intresse för, och bedrev författarskap, inom andra ämnen som politik, ekonomi och befolkningsstatistik. Han var stark motståndare till slaveri och andra former av förtryck och kritiserade jesuiterna för deras brutala sätt att bedriva indianmission i Latinamerika. Under sina sista år levde han mer i stillhet, dels i Berlin, dels på det närbelägna familjegodset Schloss Tegel. Han var ogift.

## Skrifter

### Resultat av resan till Latinamerika
Humboldt och Bonpland sammanfattade resultaten av sina resor i Latinamerika i ett stort verk av 20 folio- och 10 kvartband, försedda med 1 425 kopparstick. Den fullständiga upplagan har titeln Voyage aux régions équinoxiales du Nouveau continent, fait en 1799-1804 par Alexandre de Humboldt et Aimé Bonpland, redigé par Alexandre de Humboldt och består av följande sex avdelningar:
I. Relation historique (tre band 4:o, 1811-29, eller 13 band 8:o, 1816-32; ofullbordad; beskrivningen sträcker sig endast till resan till Peru, april 1801). Till originalupplagan hör Atlas géographique et physique (39 blad) och Atlas pittoresque, vues des Cordillères et des monuments des peuples indigènes de l’Amérique (69 blad).
II. Recueil d'observations de zoologie et d'anatomie comparée (två band, 1805-32), tillsammans med Georges Cuvier, Pierre André Latreille och Achille Valenciennes.
III. Essai politique sur le royaume de la Nouvelle Espagne (två band, 1811; andra upplagan, utökad med Essai politique sur l'isle de Cuba, sex band, 1826-27); dit hör Atlas géographique et physique du royaume de la Nouvelle Espagne (21 blad, 1812).
IV. Observations astronomiques, opérations trigonométriques et mesures barométriques, rédigées et calculées par Jabbo Oltmanns (två band, 1808-10).
V. Physique générale et géologie: essai sur la géographie des plantes (1807).
VI. 1. Plantes équinoxiales, rédigées par Aimé Bonpland (två band, 1809-18); 2. Melastomes et autres genres du même ordre, rédigés par Aimé Bonpland (två band, 1806-23); 3. Nova genera et species plantarum etc. adumbraverunt Aimé Bonpland et Alexandre de Humboldt, in ordinem digessit C.S. Kunth (sju band, 1815-25), med inledning av Humboldt: De distributione geographica plantarum secundum coeli temperiem et altitudinem montium (1817); 4. Mimoses et autres plantes légumineuses, rédigées par C.S. Kunth (1819-24); 5. Revision des graminées par C.S. Kunth (två band, 1829-34); 6. Synopsis plantarum, auct. C.S. Kunth (fyra band, 1822-26), tillsammans med Carl Sigismund Kunth.

### Övriga skrifter
Den asiatiska resan behandlade Humboldt i Fragments de géologie et de climatologie asiatiques (1832) och Asie centrals. Recherches sur les chaînes de montagnes et la climatologie comparée (1843). Bland Humboldts övriga arbeten kan nämnas Ansichten der Natur (1808), i vilket han försökte ge en populär överblick över sin forskning, och det i hög ålder utarbetade omfattande verket Kosmos, Entwurf einer physischen Weltbeschreibung (fem band + en atlasdel, 1845-62), i vilket han ville presentera hela sitt vetande i systematiskt sammanhang och som även är en stridsskrift mot den schelling-hegelska naturfilosofin. Arbetet, som blev ofullbordat, översattes till de flesta europeiska språk. Under sina sista år påbörjade han en samlad upplaga av sina Kleinere Schriften, varav endast ett band utkom: Geognostische und physische Erinnerungen (1854).

## Eftermäle
Asteroiderna 54 Alexandra och 4877 Humboldt är uppkallade efter honom.

## Auktorsnamn
Auktorsnamnet Humb. kan användas för Alexander von Humboldt i samband med ett vetenskapligt namn inom botaniken; se Wikipediaartiklar som länkar till auktorsnamnet.

## Utmärkelser
- Utländsk ledamot av Royal Society,  6 april 1815[15]
- Copleymedaljen,  1852[16]
- Maximiliansorden för konst och vetenskap,  1853
- Bayerska kronorden
- Första klassen av Röda örns orden
- Svarta örns orden
- Sachsens civilförtjänstorden
- Fellow of the American Academy of Arts and Sciences
- Hedersdoktor vid Tübingens universitet
- Hedersdoktor vid Saint Andrews-universitetet
- Hedersmedborgare i Berlin
- Hedersdoktor vid Tartu universitet
- Hedersdoktor vid Bonns universitet
- Riddare av Sankt Alexander Nevskij-orden
- Pour le Mérite för vetenskap och konst
- Storkorset av Karl III:s orden
- Storkors av Hederslegionen[17]
- Storkors av Dannebrogorden
- Kejserliga Brasilianska Rosenorden
- Hedersdoktor vid Karlsuniversitetet
- Mexican Imperial Orders
- Sankt Vladimirs orden, första klassen
- Storkorset av Kristusorden
- Storkorsriddare av Sankt Mauritius och Sankt Lazarusorden
- Vita falkens orden
- Pour le Mérite

[Redigera Wikidata]